# Province d'Alicante
La province d'Alicante (espagnol : provincia de Alicante; en valencien : província d’Alacant) est une des trois provinces de la Communauté valencienne, dans le sud-est de l’Espagne. Sa capitale est la ville d'Alicante.

## Géographie
La province d'Alicante se trouve au sud de la communauté autonome et couvre une superficie de 5 816 km2.
Elle est bordée au nord par la province de Valence, à l'est et au sud-est par la mer Méditerranée, à l'ouest par la région de Murcie et au nord-ouest par la province d'Albacete (communauté autonome de Castille-La-Manche).
Le principal fleuve est le Segura, qui arrose le sud de la province.

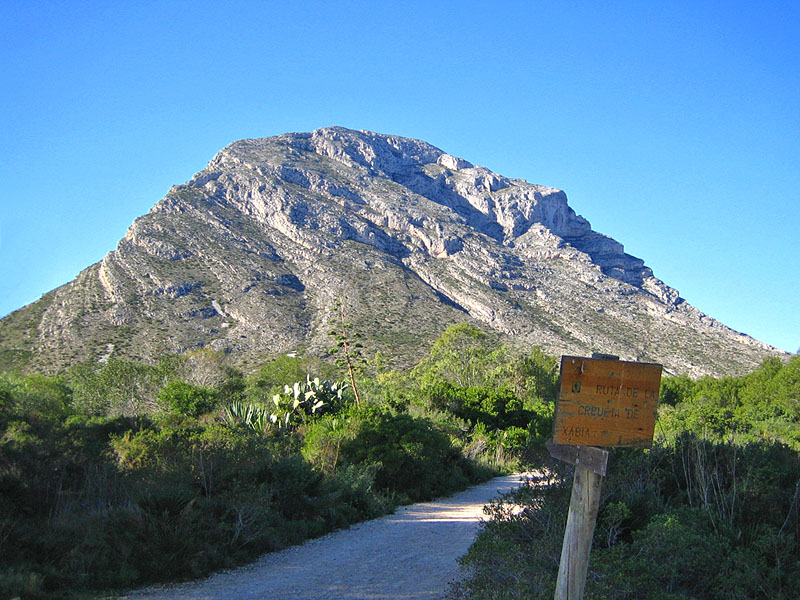
Massif du Montgó depuis le Cap de Sant Antoni, Xàbia

## Population
La province comptait 1 836 459 habitants en 2016 (5e province de l'Espagne).
Les villes de plus de 50 000 habitants :
| Villes                  | Population | Principales villes de la province d'Alicante |
| ----------------------- | ---------- | -------------------------------------------- |
| Alicante                | 330 525    | Principales villes de la province d'Alicante |
| Elche                   | 227 659    | Principales villes de la province d'Alicante |
| Torrevieja              | 84 213     | Principales villes de la province d'Alicante |
| Orihuela                | 80 359     | Principales villes de la province d'Alicante |
| Benidorm                | 66 642     | Principales villes de la province d'Alicante |
| Alcoy                   | 59 198     | Principales villes de la province d'Alicante |
| San Vicente del Raspeig | 56 715     | Principales villes de la province d'Alicante |
| Elda                    | 52 745     | Principales villes de la province d'Alicante |

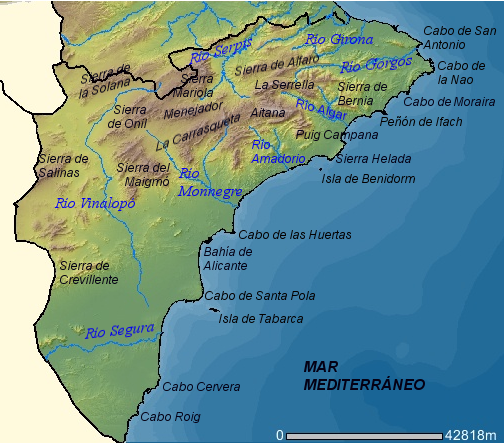
Carujohguyguiioiujuiokok;kiuj_èhuihiu
,opo^:=:o==:l$m$mm$^m$:m$m$m:,iokpte physique de la province d'Alicante

La province d'Alicante a la plus forte proportion (18,7 %) de résidents étrangers de toutes les provinces espagnoles. Par ailleurs, 10,8 % de la population totale provient d'autres pays de l'Union européenne, attirés quelques-uns par le climat, les plages et la bonne qualité de vie qui y sont propres, d'autres par le fort dynamisme économique qui a fait de la province l'une des plus importantes du pays dans les cinquante dernières années.

## Subdivisions

### Comarques
La province d'Alicante est subdivisée en 9 comarques :
- Alacantí : 476 123 habitants, capitale Alicante.
- Alcoià, divisée en deux subcomarques: 
  - Valls d'Alcoi : 69 224 habitants, capitale Alcoi.
  - Foia de Castalla : 43 930 habitants, capitale Castalla, ville la plus peuplée Ibi.
- Alt Vinalopó : 54 061 habitants, capitale Villena.
- Baix Vinalopó : 290 481 habitants, capitale Elx.
- Comtat : 28 391 habitants, capitale Cocentaina.
- Marina Alta : 199 273 habitants, capitale Dénia.
- Marina Baixa : 191 388 habitants, capitale la Vila Joiosa, ville la plus peuplée Benidorm
- Vega Baja : 390 817 habitants, capitale Orihuela, ville la plus peuplée Torrevieja.
- Vinalopó Mijà : 173 324 habitants, capitale Elda.

De toutes ces comarques, seulement El Alto Vinalopó ne faisait partie de l'ancien royaume de Valence.

### Communes
La province compte 141 communes (municipios).

## Armoiries
La description du blason de la province d'Alicante se trouve dans la résolution du 16 octobre 1998 du conseiller de la Présidence, publiée dans le numéro 3396 du Journal officiel de la Généralité valencienne du 18 décembre.
Les armoiries unissent les armes royales aragonaises (es) avec les éléments de celles de la ville d'Alicante. Le rocher et le château qui figurent sur le blason de la ville représentent la montagne Benacantil (es) et le château de Santa Barbara (XIVe siècle-XVIIIe siècle). Celui-ci, situé sur la partie la plus élevée de la montagne, domine tout le verger d'Alicante depuis lequel on aperçoit l'île de Tabarca. Ancien château arabe reconstruit par les chrétiens, il compte trois enceintes des XIVe siècle, XVIe siècle et XVIIIe siècle. 
La couronne royale ouverte du blason est de la même forme que l'ancienne couronne royale, qui a été utilisée jusqu'au XVIe siècle. Elle est très souvent employée en héraldique pour les entités territoriales mineures comme les communes et les provinces, et est très semblable à la couronne des Infants d'Espagne.

## Musées
Alcoy:
- Museu Alcoià de la Festa, musée consacré aux fêtes de Maures et Chrétiens d'Alcoy.
- Musée archéologique Camil Visedo, musée consacré au patrimoine archéologique de la comarque d'Alcoy.
- Abri de Cervantes, abri anti-aérien de la guerre civile espagnole construit en 1938.
- Musée des Pompiers d'Alcoy, collection muséographique de le patrimoine des pompiers de la province d'Alicante.

## Tourisme
Sa côte reçoit le nom touristique de Costa Blanca (Côte Blanche, en français).

## Fêtes
- Maures et Chrétiens d'Alcoy
- Mystère d'Elche
- Moros y Cristianos

## Divers
Le code ISO 3166-2 de la province d'Alicante est ES-A.